# Campofelice di Roccella
Campofelice di Roccella es una localidad italiana de la provincia de  Palermo, región de Sicilia, con 6.554 habitantes.

Ubicación de la ciudad de Campofelice di Roccella dentro de la provincia de Palermo.

## Evolución demográfica
| Gráfica de evolución demográfica de Campofelice di Roccella entre 1861 y 2001 |
|                                                                               |
| Fuente ISTAT - Elaboración gráfica por parte de Wikipedia                     |